# Dellacasiellus kirni
Dellacasiellus kirni är en skalbaggsart som beskrevs av Cartwright 1944. Dellacasiellus kirni ingår i släktet Dellacasiellus och familjen Aphodiidae. Inga underarter finns listade i Catalogue of Life.